# Vuobmakešoaivi
Vuobmakešoaivi är ett berg i Finland. Det ligger i Enontekis i landskapet Lappland, i den norra delen av landet, 1 000 km norr om huvudstaden Helsingfors. Toppen på Vuobmakešoaivi är 800 meter över havet.
Terrängen runt Vuobmakešoaivi är huvudsakligen kuperad, men åt sydost är den platt. Terrängen runt Vuobmakešoaivi sluttar österut.  Trakten runt Vuobmakešoaivi är nära nog obefolkad, med mindre än två invånare per kvadratkilometer. Det finns inga samhällen i närheten. Omgivningarna runt Vuobmakešoaivi är i huvudsak ett öppet busklandskap.